# One in a Million (album)
One in a Million is het tweede studioalbum van de Amerikaanse zangeres Aaliyah. Blackground Records bracht het album uit op 27 augustus 1996 en in totaal werden er meer dan drie miljoen exemplaren verkocht in de Verenigde Staten. Met dit album brak Aaliyah definitief door als zangeres en ook Timbaland en Missy Elliott, die het grootste deel van het album schreven en produceerden, werden bekend door dit album.

## Nummers
1. Beats 4 da Streets (intro, ft. Missy Elliott) - 2:10
2. Hot Like Fire - 4:23
3. One in a Million - 4:30
4. A Girl Like You (ft.Treach) - 4:23
5. If Your Girl Only Knew - 4:50
6. Choosey Lover (Old School/New School) - 7:07
7. Got to Give It Up (ft. Slick Rick) - 4:41
8. 4 Page Letter - 4:52
9. Everything's Gonna Be Alright - 4:50
10. Giving You More - 4:26
11. I Gotcha Back - 2:54
12. Never Givin' Up (ft. Tavarius Polk) - 5:11
13. Heartbroken - 4:17
14. Never Comin' Back - 4:06
15. Ladies in da House (ft. Missy Elliott en Timbaland) - 4:20
16. The One I Gave My Heart To - 4:30
17. Came to Give Love (outro, ft. Timbaland) - 1:40
18. No Days Go By* - 4:41 (bonustrack Japan)
19. Come Over* (ft. Tank) - 3:54 (bonustrack Europa limited edition)
20. Hot Like Fire [Timbaland's Groove Mix]* - 4:38 (bonustrack 2021 edition)